# رتی (سربیا)
رتی (به صربی: Rti) یک منطقهٔ مسکونی در صربستان است که در لوچانی واقع شده‌است. رتی ۱۲٫۴۳ کیلومتر مربع مساحت و ۴۹۰ نفر جمعیت دارد و ۵۲۱ متر بالاتر از سطح دریا واقع شده‌است.